# Flidais
Flidais è una figura femminile della mitologia irlandese. È presente nel ciclo mitologico e nel ciclo dell'Ulster. È stata interpretata come una divinità del bestiame e della fertilità.

## Attestazioni
Flidais è menzionata nel Dindshenchas come madre di Fand, e nel Lebor Gabála Érenn come madre di Argoen, Bé Téite, Dinand e Bé Chuille. Dinand e Bé Chuille sono menzionate come "coltivatrici" in un passaggio del Lebor Gabála Érenn e come "streghe" nel racconto della seconda battaglia di Moytura.
Nel glossario medio irlandese Cóir Anmann, si dice che Flidais sia la moglie del leggendario Sommo Re Adamair e la madre di Nia Segamain.
Flidais è una figura centrale nel Táin Bó Flidhais, un'opera del ciclo dell'Ulster, dove è l'amante di Fergus mac Róich e proprietaria di una magica mandria di bovini. La storia, ambientata a Erris, nella Contea di Mayo, racconta di come Fergus portò lei e il suo bestiame lontano da suo marito, Ailill Finn. In questo racconto, Flidais possiede una mucca bianca che può nutrire 300 uomini con una mungitura notturna.
Durante il Táin Bó Cúailnge, Flidais dormiva nella tenda di Ailill mac Máta, re del Connacht, e ogni sette giorni la sua mandria forniva latte all'intero esercito.